# Vincenzo Pallavicino
Vincenzo Pallavicini nebo Pallavicino (narozen v Brescii ?, zemřel po roce 1766?) byl italský hudební skladatel.

## Život
Vincenzo Pallavicini byl synem skladatele Carla Pallaviciniho a bratrem libretisty Stefana Benedetta Pallaviciniho. První známá zmínka o skladateli je protokol o zkoušce, podle kterého byl 26. března 1743 "Vincenzo Pallavicini z Brescia Forastero" přijat do Accademia Filarmonica v Bologni. V roce 1751 byla v Brescii provedena jeho opera Demetrius. Krátce poté se stal sbormistrem v benátské nemocnici pro nevyléčitelně nemocné (Ospedale veneziano degl’Incurabili).

## Dílo

### Opery
- Il Demetrio (1751 Brescia)
- Lo speziale (1754 Benátky)

### Chrámové skladby
- 2 Salve Regina
- Ave Maria Stella (komponováno pro přijetí do Accademia Filarmonica)
- Amabilis Sponsa dilecto (duet)
- Laetatus Sum (žalmy)
- Miserere